# عبدالله سهرابی (سیاستمدار)
عبدالله سهرابی (زاده ۱۳۳۸ ساوه) سیاستمدار و دیپلمات اهل ایران است.
وی از سال ۱۳۸۴ تا ۱۳۸۷ استاندار استان مرکزی بوده، وی همچنین از سال ۱۳۸۸ تا ۱۳۹۱ سفیر ایران در کشور قطر بوده است.
همچنین وی از سال ۱۴۰۲ تا ۱۴۰۳ با صدور حکمی از طرف وزیر امور خارجه، به‌عنوان دستیار وزیر و مدیرکل شورای عالی امور ایرانیان خارج از کشور فعالیت می‌کرد.